# Sanctuaire Inari

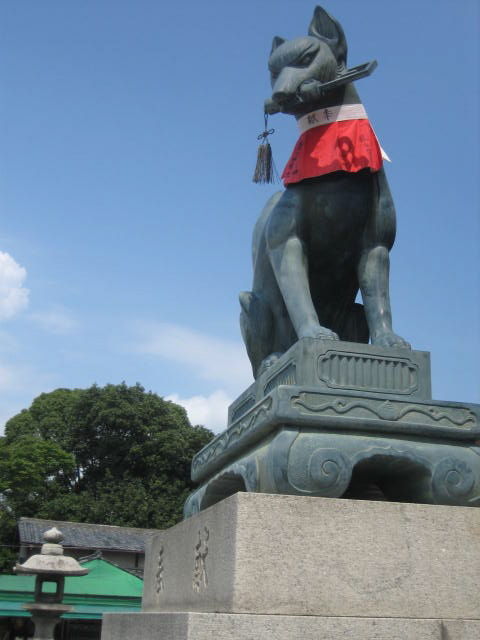
Renard tenant une clef dans sa bouche, à l'entrée principale du Fushimi Inari

Un sanctuaire Inari, appelés au Japon Inari-jinja (稲荷神社) ou Inari-taisha (稲荷大社, littéralement « grand sanctuaire »), est un type de sanctuaire shinto consacré au culte de la divinité Inari. Il existe de nombreux sanctuaires Inari au Japon. La divinité est adorée aussi dans certains temples bouddhistes. Ces sanctuaires sont souvent caractérisés par leurs statues de renards remplaçant les komainu, désignées sous le nom de koma-kitsune (狛狐 ; « renards gardiens »).

## Sanctuaires et offrandes

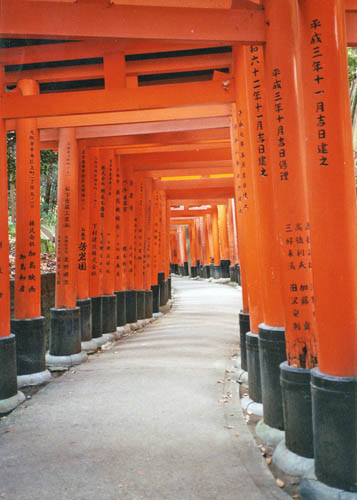
Torii rouges le long d'un chemin vers le sanctuaire Inari de Fushimi-ku

Inari est une divinité populaire auprès des sanctuaires et des temples bouddhistes répartis dans presque tout le Japon. Selon une enquête réalisée en 1985 par l'Association nationale des sanctuaires shintoïstes, 32 000 sanctuaires - plus d'un tiers des sanctuaires shinto au Japon - sont dédiés à Inari. Ce nombre ne comprend que les sanctuaires shinto avec des prêtres résidents à plein temps ; si les petits sanctuaires en bordure de route ou sur le terrain, les sanctuaires gardé dans une maison ou un bureau d'entreprise, les petits sanctuaires sans prêtres résidents à temps plein, et dans les temples bouddhistes sont inclus, le nombre augmente considérablement.
L'entrée d'un sanctuaire Inari est généralement marqué par un ou plusieurs torii vermillon et quelques statues de renards,  souvent ornés de yodarekake (« dossards votifs ») rouges par les fidèles et par respect. Cette couleur rouge en est venue à être identifié aux Inari en raison de la prévalence de son utilisation chez les sanctuaires Inari et leur torii. Le principal sanctuaire est le Fushimi Inari Fushimi-ku à Kyoto au Japon, où les chemins jusqu'à la colline du sanctuaire sont indiqués de cette façon.  
Les statues de renards sont parfois prises pour une forme d'Inari et vont généralement par paires, représentant un homme et une femme. Ces statues tiennent un objet symbolique dans la gueule ou sous une patte avant - le plus souvent un bijou et une clé, mais une gerbe de riz, un rouleau ou un renardeau sont monnaie courante.  Presque tous les sanctuaires Inari, quelle que soit leur taille, présentent au moins une paire de ces statues, généralement en accompagnement ou sur l'autel ou devant le sanctuaire principal. Les statues sont rarement réalistes, elles sont généralement stylisés, représentant un animal assis avec sa queue en l'air et paraissant impatient. Malgré ces caractéristiques communes, les statues sont très individuelles par nature, il n'y en a pas deux tout à fait semblables,. 
Les offrandes de riz et de saké et d'autres aliments sont donnés dans le sanctuaire pour apaiser et plaire à ces messagers vulpins, qui sont ensuite supposés plaider auprès d'Inari au nom de l'adorateur. L'Inari sushi (sushi emballé dans du tofu frit) est une autre offrande populaire. Le tofu frit passe pour être un des aliments favoris des renards au Japon, et un Inari sushi a des coins pointus qui ressemblent à des oreilles de renard, renforçant ainsi l'association. Les prêtres n'offrent généralement pas ces aliments à la divinité, mais il est commun pour les magasins qui bordent l'approche d'un sanctuaire Inari de vendre du tofu frit pour que les fidèles en fasse l'offrande à Inari. Des statues de renards sont souvent offertes aux sanctuaires Inari par les fidèles, et à l'occasion un renard en peluche est remis à un temple. À un moment donné, certains temples hébergeaient des renards vivants qui étaient vénérés, mais cette pratique n'est pas courante. Il y a au Toyokawa Inari un panneau indiquant que des renards étaient entretenus au temple dans les années 1920.

## Sanctuaires notables

### Shinto
Ces sanctuaires sont consacrés au culte d'Inari.
- Fushimi Inari-taisha - Fushimi-ku, Kyoto — Sōhonsha (temple principal) des sanctuaires Inari.
- Kasama Inari-jinja - Kasama, préfecture d'Ibaraki
- Taikodani Inari-jinja - Tsuwano, préfecture de Shimane
- Shiwa Inari-jinja - Shiwa, préfecture d'Iwate
- Takahashi Inari-jinja - Kumamoto
- Yakyu Inari Shrine - Higashi-Murayama, préfecture de Saitama
- Namiyoke Inari-jinja - Chūō, Tokyo
- Tamatsukuri Inari-jinja - Chūō, Osaka
- Takekoma Inari-jinja - Iwanuma, préfecture de Miyagi — second plus ancien sanctuaire Inari.
- Yūtoku Inari-jinja - Kashima, préfecture de Saga

### Bouddhiste
Ces deux temples bouddhistes japonais sont dédiés au culte d'Inari.
- Toyokawa Inari - Toyokawa, préfecture d'Aichi — Sōhonzan (temple principal) des temples Inari.
- Saijo Inari - Okayama